# Fauna de Australia
La fauna australiana agrupa una gran variedad de animales únicos: el 83% de mamíferos, el 89% de reptiles, el 90% de peces e insectos, y el 93% de anfibios que habitan el continente son endémicos del país. Este alto nivel de endemicidad puede ser atribuido al aislamiento del país, a la estabilidad de sus placas tectónicas y al efecto de inusuales pautas de cambio climático, que afectan asimismo al suelo y a la flora, a lo largo del tiempo geológico. Una característica única de la fauna australiana es la relativa escasez de mamíferos placentados, en oposición a la abundancia de marsupiales, un grupo de mamíferos que completan su desarrollo embrionario en un marsupio. Estos marsupiales incluyen a los macrópodos, falageriformes y Dasyuromorphia (como el tilacino o lobo de Tasmania), los cuales ocupan un buen número de los nichos ecológicos explotados en otras partes del mundo por mamíferos placentados. Australia ha sido el territorio de dos de las cinco especies extintas conocidas de monotremas y de numerosas especies venenosas, como pueden ser el ornitorrinco, arañas, escorpiones, pulpos, medusas, peces globo y rayas. De hecho, Australia posee más especies de serpientes venenosas que inocuas, otra muestra más de su singularidad en este aspecto.
La colonización de Australia por sus habitantes aborígenes hace más de 40 000  años, y por europeos a partir de 1788 produjo un fuerte impacto en su fauna. La caza, introducción de especies alóctonas y la modificación de los usos del suelo y la consiguiente destrucción de hábitats condujeron a un gran número de extinciones. Por ejemplo, se extinguieron Psephotus pulcherrimus o loro del Paraíso, Chaeropus ecaudatus o bandicut de pies de cerdo y Potorous platyops (un potórido). El uso insostenible del terreno continúa amenazando la supervivencia de muchas especies. Ante este hecho, la legislación australiana ha respondido creando multitud de áreas protegidas; sin embargo, se teme que la aplicación de estas medidas sea insuficiente para frenar la amenaza a los hábitats y especies.

## Orígenes de la fauna australiana

Australia fue parte en el pasado del supercontinente Gondwana.

Dos causas fundamentales han determinado la originalidad de la fauna australiana: las geológicas y las climatológicas. Australia fue parte en el pasado del supercontinente Gondwana, que incluía además a Sudamérica, África, y a la Antártida. Gondwana empezó a disgregarse hace 140 millones de años; Australia se desgajó de la Antártida hace 50 millones de años, y permaneció relativamente aislada durante la colisión de la placa Indoaustraliana con Asia en el Mioceno, hace 5,3 millones de años. La permanencia y evolución de la fauna presente hoy día fue aparentemente definida por el clima y la geología únicas del continente. Conforme Australia sufría la deriva continental, se iba aislando de los efectos del cambio climático global. Así, la fauna única originada en Gondwana, como la marsupial, pudo sobrevivir y diversificarse por radiación adaptativa en Australia.
Después del Mioceno la fauna original asiática pudo también establecerse en Australia. La línea de Wallace, línea hipotética que separa las regiones zoogeográficas de Asia y Australasia, se adapta a la frontera de la placa tectónica euroasiática con la indoaustraliana. Esta frontera continental impidió la formación de corredores zoológicos que favorecieran una migración asiática, a excepción de la avifauna. Debido a la emergencia de la corriente circumpolar en el Oligoceno medio, hace aproximadamente 15 millones de años, el clima australiano comenzó a sufrir una marcada crisis de aridez, lo que permitió la diversificación de los taxa especializados, a la vez que los humedales tropicales y zonas estacionalmente húmedas permitieron el desarrollo de especies adaptadas a este tipo de medio.
Australia posee una amplia historia fósil de mamíferos, así como también una gran variedad de mamíferos extintos, fundamentalmente de marsupiales. El registro fósil muestra que los monotremas han estado presentes desde el Cretácico temprano (145–99 millones de años), y que
los mamíferos marsupiales y placentados datan del Eoceno (56–34 millones de años), cuando los mamíferos modernos aparecieron por vez primera en dicho registro. Aunque estos marsupiales y placentados coexistieron en Australia en el Eoceno, solo los marsupiales han sobrevivido hasta el presente. No obstante, los mamíferos placentados reaparecieron en Australia en el Mioceno, cuando Australia se acercó a Indonesia, y los murciélagos y roedores iniciaron su aparición en el registro fósil. Los marsupiales evolucionaron hasta ocupar nichos ecológicos en muchos casos similares a los de los placentados de Eurasia y Norteamérica, mediante un fenómeno de convergencia adaptativa. Por ejemplo, el superdepredador australiano, el tilacino o lobo de Tasmania, guarda cierta semejanza con algunos cánidos como el lobo gris paleártico; los Petauridae y las ardillas también muestran adaptaciones similares para su vida arbórea; y el Numbat y el oso hormiguero poseen también similitudes en su dieta insectívora.

## Mamíferos

### Monotremas y marsupiales

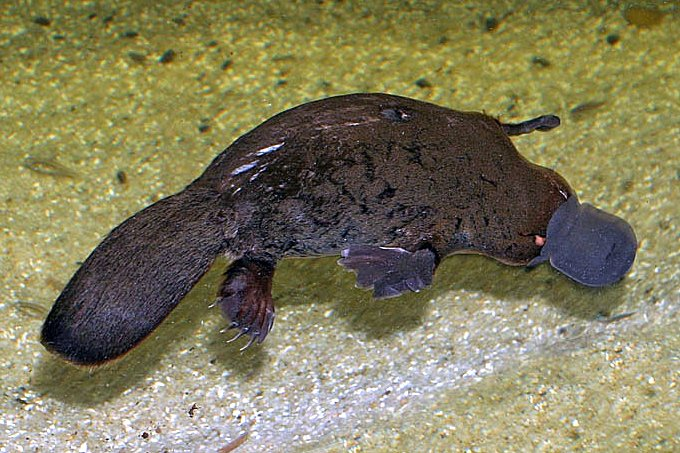
El ornitorrinco.

Los monotremas son mamíferos con un método de reproducción muy singular: ponen huevos en vez de tener a sus crías del vientre. Dos de las cinco especies conocidas de monotremas son australianas: el ornitorrinco y el equidna. El ornitorrinco, un mamífero ovíparo con aspecto de pato y de vida anfibia, es una de las criaturas más extrañas del reino animal. Cuando Joseph Banks presentó en el siglo XVIII una piel de ornitorrinco a los naturalistas ingleses, éstos quedaron convencidos de que se trataba de una broma pesada. Otro extraño monotrema es el equidna: erizado de espinas, posee un morro tubular y una lengua capaz de salir y entrar en la boca cerca de cien veces por minuto para capturar termitas, su principal alimento.

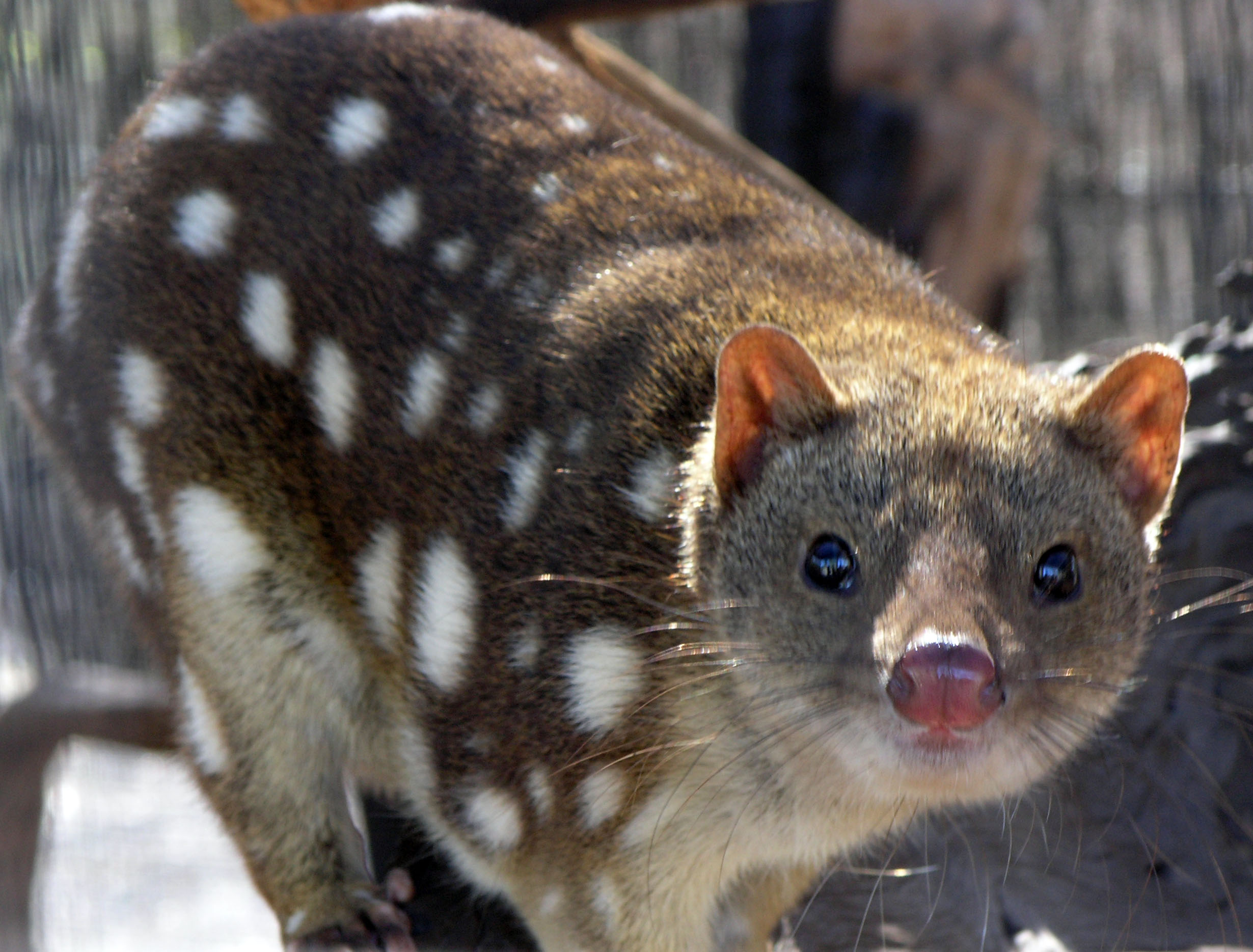
El quoll moteado es uno de los mayores marsupiales carnívoros de Australia. Está en peligro de extinción.

Australia es también el hogar de la mayor y más diversa selección de marsupiales, mamíferos con una bolsa o marsupio en la que sus crías completan su desarrollo embrionario. Los marsupiales carnívoros (orden Dasyuromorphia) están representados por dos familias actuales: los Dasyuridae, con 52 miembros, y los Myrmecobiidae, con el Numbat como único superviviente. 

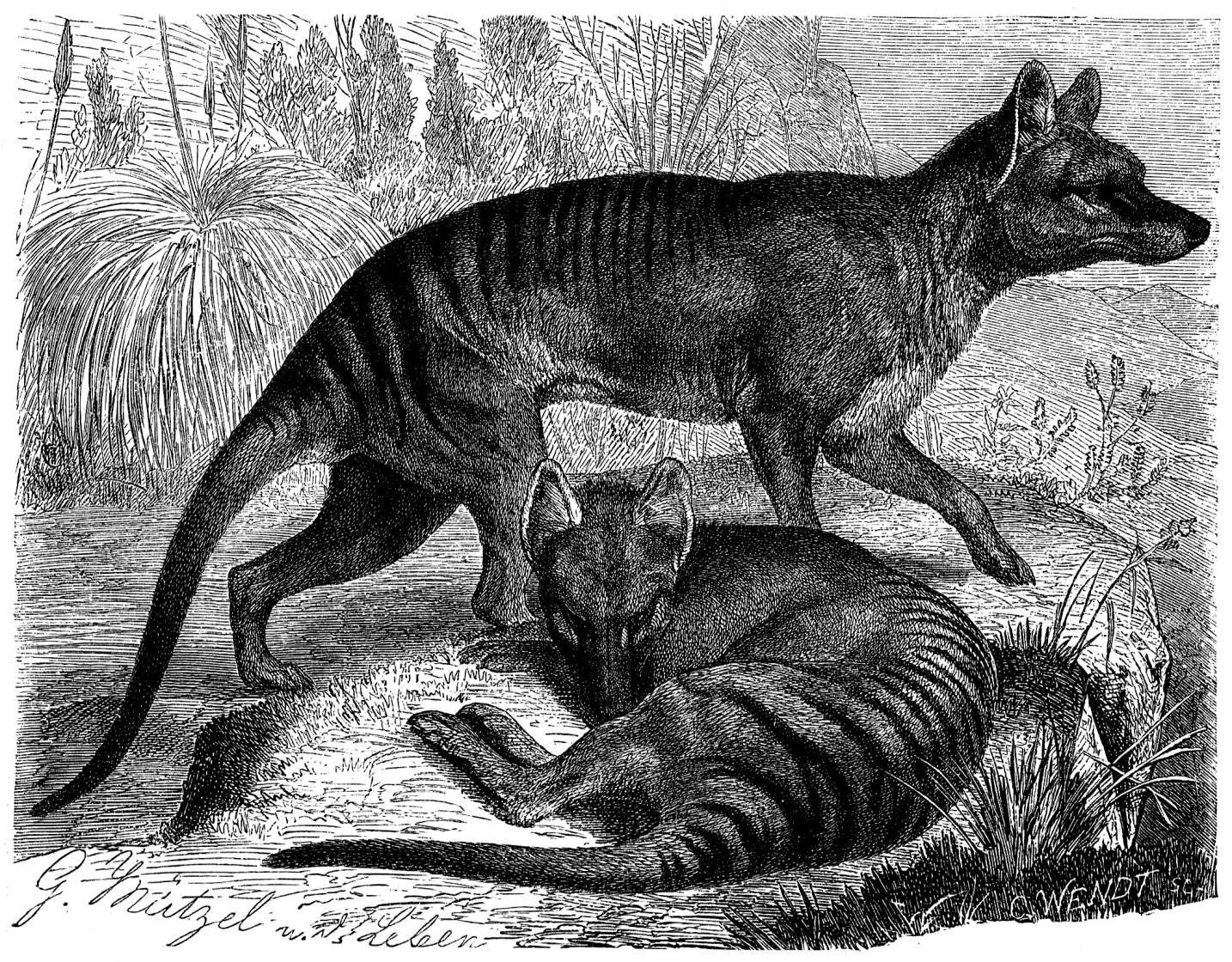
El tilacino.

El tilacino o lobo de Tasmania es el mayor Dasyuromorphia y el último espécimen viviente de la familia Thylacinidae, puesto que el último ejemplar murió en cautividad en 1936. Pero el marsupial carnívoro de mayor tamaño actual es el diablo de Tasmania: posee el tamaño de un perro pequeño y sus hábitos son de caza y carroñeo. Se extinguió de Australia hace seiscientos años, pero sobrevive en Tasmania. Existen cuatro especies de quoll, o gato nativo, todas amenazadas. El resto de Dasyuridae son los llamados 'ratones marsupiales', puesto que la mayoría pesan menos de 100 g. Hay dos especies de topos marsupiales, representantes del orden Notoryctemorphia, que habitan los desiertos del este de Australia. Estos son unos raros, ciegos y sordos carnívoros subterráneos: poco se conoce sobre ellos.

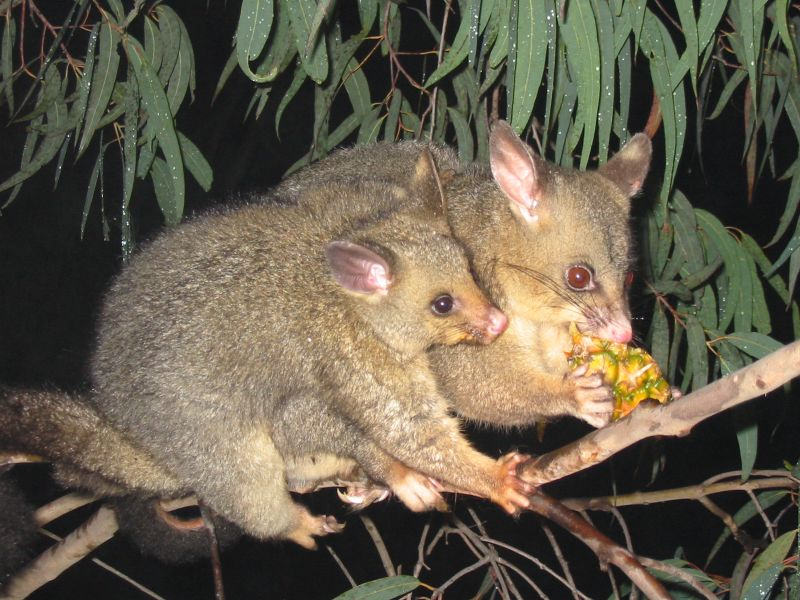
Possum de cola de escoba.

Los omnívoros marsupiales incluyen a los bandicuts y a los bilbies, dentro del orden Peramelemorphia. Existen siete especies en Australia, la mayoría de las cuales están en peligro. Se trata de pequeñas criaturas con algunas características físicas destacables: un cuerpo regordete del cual se proyecta un largo y delicado morro, largas orejas erectas, estilizadas piernas y una cola delgada. El origen evolutivo de este grupo es incierto, pues conjugan características de marsupiales carnívoros y herbívoros.

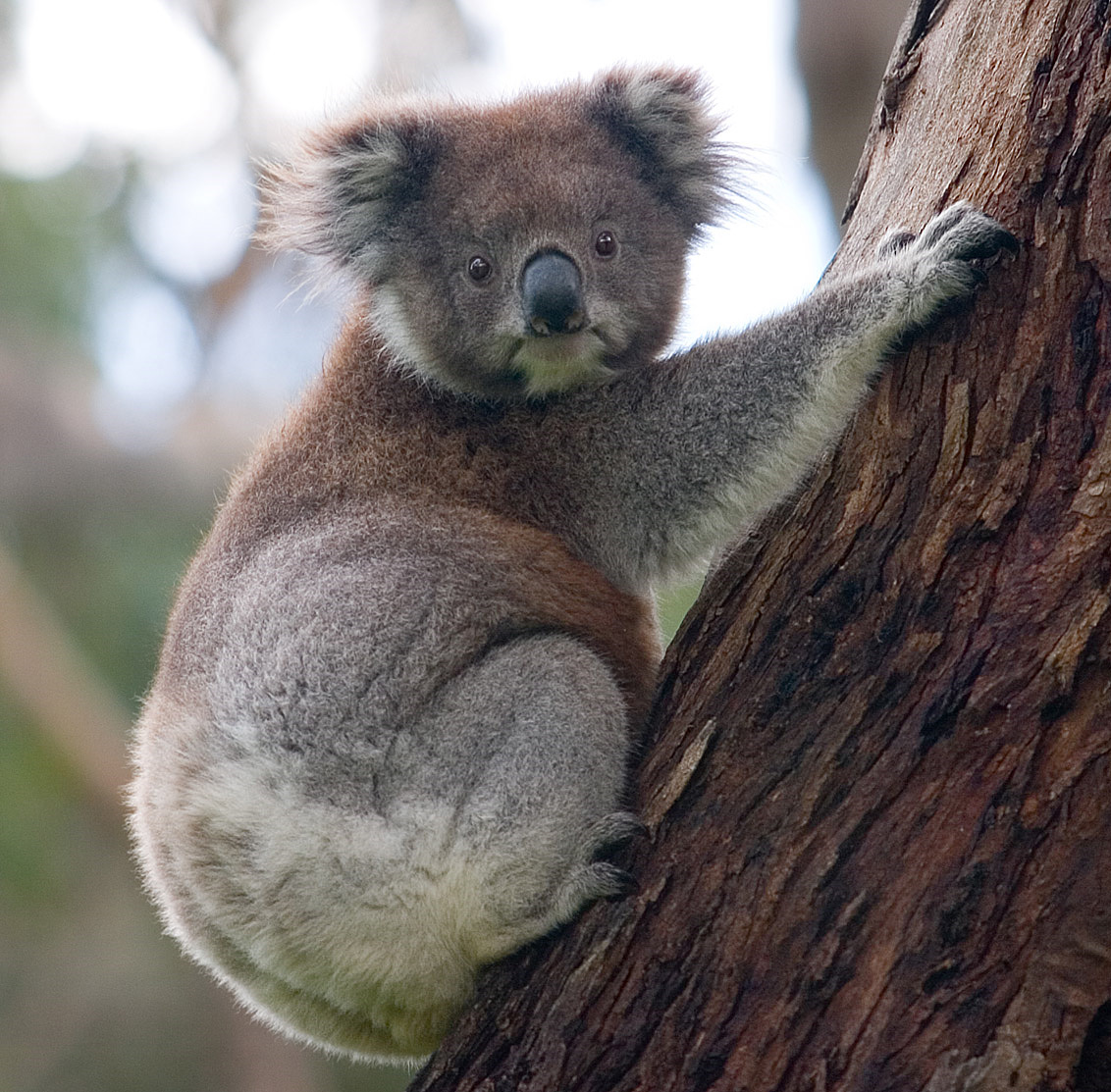
El koala no necesita beber, puesto que se hidrata comiendo hojas.

Los herbívoros marsupiales son clasificados dentro del orden Diprotodontia, que engloba a los subórdenes Vombatiformes, Phalangeriformes y Macropodiformes. Uno de los marsupiales australianos más populares, el koala, es una especie arbórea que se alimenta de las hojas de unas 120 especies de eucaliptos. Los wombats, por otra parte, viven en el suelo y se alimentan de gramíneas, ciperáceas y todo tipo de raíces. Los wombats emplean unos dientes similares a los de los roedores para alimentarse y poseen fuertes garras para cavar madrigueras; sus hábitos son nocturnos y crepusculares.
Los Phalangeriformes incluyen a los possums y a un diverso grupo de marsupiales arbóreos, incluidos en seis familias y 26 especies. Difieren en el tamaño en un rango comprendido entre Cercartetus lepidus, de 7 g, y Pseudocheirus peregrinus o Trichosurus vulpecula, similares en porte a un gato doméstico. Petaurus breviceps y Petaurus norfolcensis son especies comunes de possums planeadores: su hábitat son los bosques de eucaliptos del este australiano. Acrobates pygmaeus es la especie más pequeña de possum planeador. Todos ellos poseen membranas, llamadas 'patagium', que se extienden desde el quinto dedo de su extremidad superior hasta el primer dedo del pie del mismo lado corporal. Estas membranas, extendidas, les permiten planear en sus saltos entre árboles vecinos.
Los Macropodiformes se dividen en tres familias, todas presentes en los hábitats australianos salvo en las zonas de clima alpino: los Hypsiprymnodontidae, con Hypsiprymnodon moschatus como único representante; los Potoroidae, con diez especies; y los Macropodidae, que poseyeron 53 especies en Australia pero cuyo número ha disminuido por extinción. Los Potoroidae incluyen a especies pequeñas que excavan madrigueras y transportan material vegetal con sus colas. Los Macropodidae incluyen a los canguros, ualabíes y a especies asociadas; sus tamaños varían considerablemente. La mayoría de los macrópodos son bípedos, con una locomoción eficiente energéticamente basada en brincos. Por ello, poseen colas muy musculosas y unas largas patas traseras con largos y estrechos pies. Los pies traseros tienen una estructura distintiva en cuatro de sus dedos, mientras que las cortas extremidades superiores poseen cinco dedos separados. Hypsiprymnodon moschatus es el macrópodo de menor tamaño y la única especie no bípeda, mientras que el canguro rojo es el mayor, con una altura de aproximadamente 2 m y un peso de hasta 85 kg.

### Mamíferos placentados

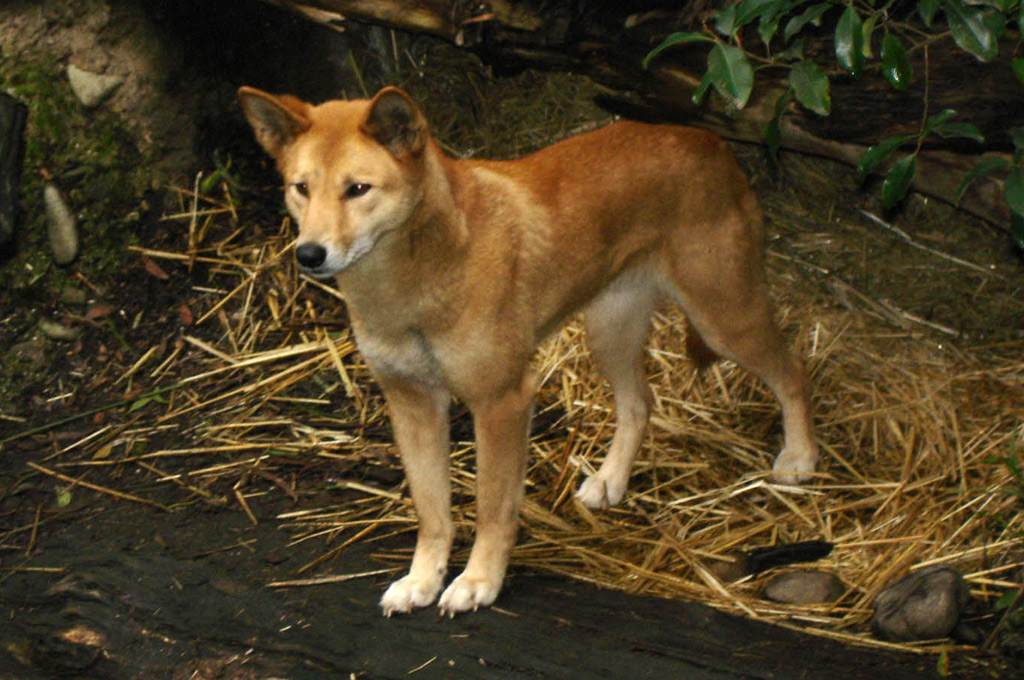
El dingo fue el primer placentado introducido por humanos en Australia.

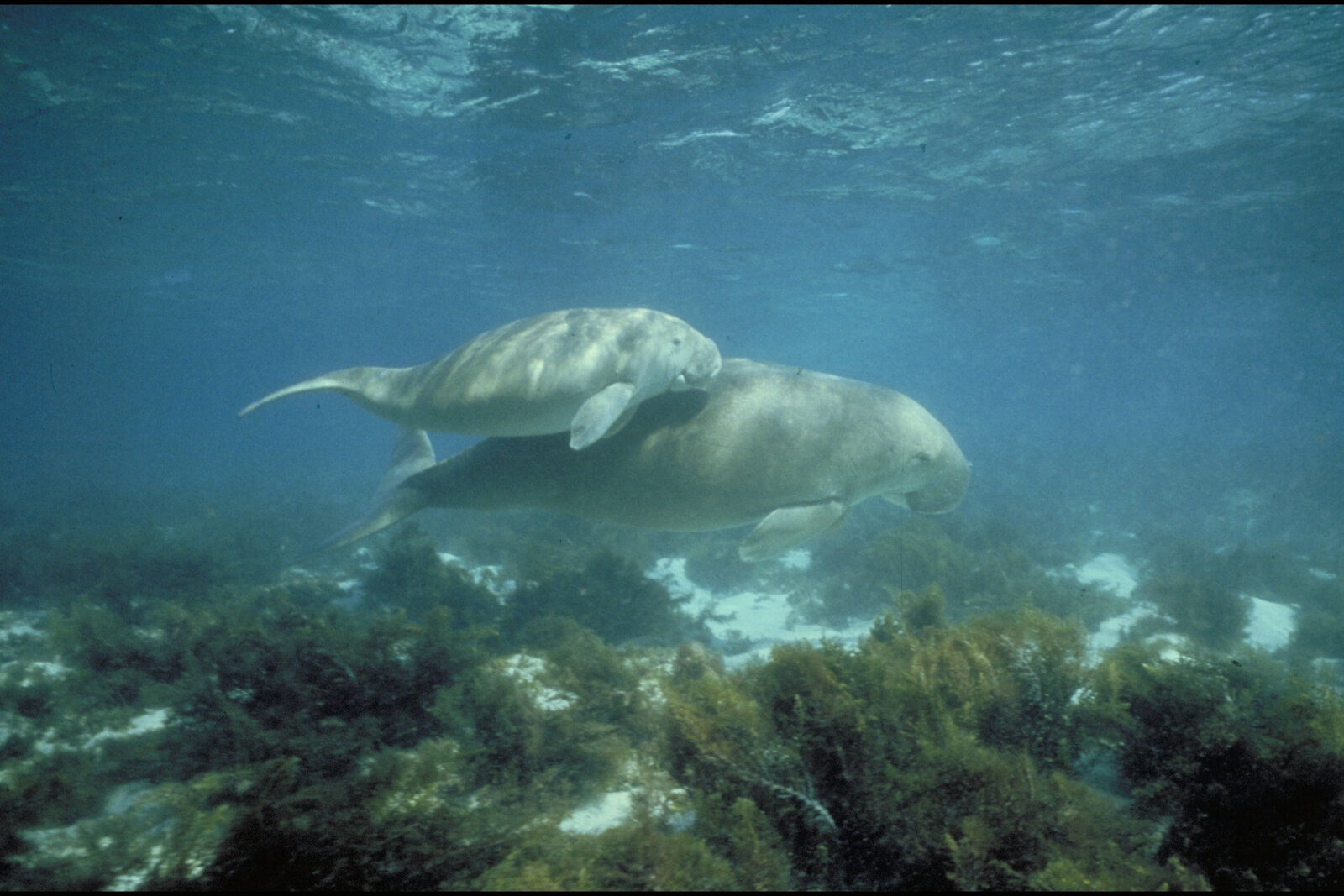
El dugong es una especie amenazada, y la población más amplia se encuentra en aguas australianas

Australia tiene dos órdenes de mamíferos placentados autóctonos: los murciélagos, orden Chiroptera, representados por seis familias, y los roedores de la familia Muridae. La colonización por parte de los murciélagos y roedores es relativamente reciente. Los murciélagos procedieron probablemente de Asia, y solo aparecen en el registro fósil desde hace 15 millones de años. Aunque el 7% de todas las especies de murciélagos vive en Australia, solo hay dos géneros endémicos. Los roedores llegaron a Australia en dos radiaciones: la primera, hace 10 millones de años, que dio lugar a los roedores antiguos, endémicos, representados por catorce géneros extintos; y la última, hace un millón de años, en la cual las ratas penetraron en el continente desde Nueva Guinea, lo cual permitió su evolución hacia siete especies de Rattus, llamadas colectivamente roedores modernos.
Tras el asentamiento humano, algunos placentados fueron introducidos en Australia, y una parte de ellos se asilvestraron. El primero fue el dingo, puesto que la evidencia fósil sugiere que ya existía hace 5.000 años. Cuando los europeos colonizaron Australia, liberaron conscientemente algunas especies en la naturaleza, como pueden ser el conejo europeo, el zorro rojo o la liebre. Otras especies domésticas escaparon y se asilvestraron, como el gato, varias especies de ciervo, el gamo, el caballo, el cerdo, la cabra, el búfalo, el antílope y el dromedario. Además, hubo tres especies alóctonas introducidas no deliberadamente: el ratón doméstico y dos especies de ratas, la negra y la marrón.
Cuarenta y seis especies de mamíferos marinos del orden Cetacea se encuentran en aguas costeras australianas, pero la mayoría poseen una distribución mucho más amplia, por lo que algunos autores no las consideran especies australianas. Existen nueve especies de ballenas, incluyendo a la gigantesca ballena jorobada. Hay 37 especies de ballenas dentadas, que incluyen a seis géneros de la familia Ziphiidae, y 21 especies de delfines oceánicos, incluyendo una especie descrita en 2005 denominada Orcaella heinsohni. Algunos delfines de agua salada, como las orcas, tienen una distribución cosmopolita en toda clase de aguas; otras, como Orcaella brevirostris, están confinadas en las aguas templadas del norte del continente. El dugong, del orden Sirenia, es una especie amenazada que habita en las aguas del noreste y noroeste de Australia, especialmente en Torres Strait. Esta especie puede crecer en longitud hasta los 3 m y llegar a pesar 400 kg. Curiosamente, es el único mamífero marino únicamente herbívoro de Australia, pues se alimenta de praderas de fanerógamas marinas, plantas con flores de las familias Posidoniaceae, Zosteraceae, Hydrocharitaceae y Cymodoceaceae. Por tanto, la conservación de dichas praderas es crítica para la supervivencia de la especie.
Diez especies de focas y leones marinos, representantes del orden Pinnipedia, viven en la costa oeste de Australia y en los territorios subantárticos australianos.

## Aves

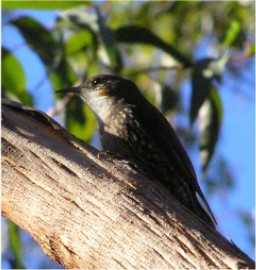
Subepalos australiano Cormobates leucophaeus.

Australia alberga más de ochocientas especies de aves, de las cuales unas 350 son endémicas de la región zoogeográfica Australasia, que agrupa a Australia, Nueva Guinea y Nueva Zelanda. El registro fósil de aves es incompleto; no obstante, hay evidencias de ancestros de aves contemporáneas ya en el Oligoceno tardío. Las aves relacionadas con las historia geológica de Gondwana incluyen a: las aves no voladoras ratites, como el emú y el casuario meridional; los megápodos como Leipoa ocellata o Alectura lathami; y un gran grupo de loros, del orden Psittaciformes. Los loros australianos comprenden la sexta parte de la diversidad mundial del orden, incluyendo a buena parte de las cacatúas. El kookaburra es el representante de mayor tamaño de los martines pescadores, de la familia Alcedinidae, cuyos sonidos, semejantes a carcajadas humanas, pueden oírse a gran distancia.
Los pájaros de Australia, incluyen a los: chochines, petirrojos australianos, periquitos australianos, golondrinas de bosque, Acanthiza, parladotes, melífagos, subepalos, pájaros lira, aves del paraíso y a los pájaros jardineros. Ptilonorhynchus violaceus, un pájaro jardinero, es un ave que fascina a los etólogos: posee un complejo cortejo en el cual los machos crean una especie de colorido jardín, el cual atrae a otros rivales y a las hembras, que evalúan mediante la complejidad de la estructura a sus posibles parejas.
Son relativamente recientes las colonizaciones procedentes de Eurasia de golondrinas, alondras, mirlos, cistícolas, pájaros sol y de rapaces, como el águila audaz australiana o Aquila audax. Algunas especies han sido introducidas por los humanos: por ejemplo, los jilgueros, que coexisten, sin desplazarlas, con las especies autóctonas; otras, como el mirlo Turdus merula, el gorrión o Acridotheres tristis, son especies destructivas y desestabilizadoras del ecosistema nativo.
Unas 200 especies de aves marinas viven en la costa australiana, como por ejemplo especies migratorias. Australia es el límite meridional de la vía asiática-australasiática de migración de aves acuáticas, que se extiende desde Rusia y Alaska por el Sudeste asiático hasta Australia y Nueva Zelanda. Cerca de dos millones de aves emplean esta ruta para llegar a Australia cada año. Un ave frecuente es el pelícano australiano o Pelecanus conspicillatus, que es común en las vías de agua. El pingüino azul es el único pingüino que cría en Australia.

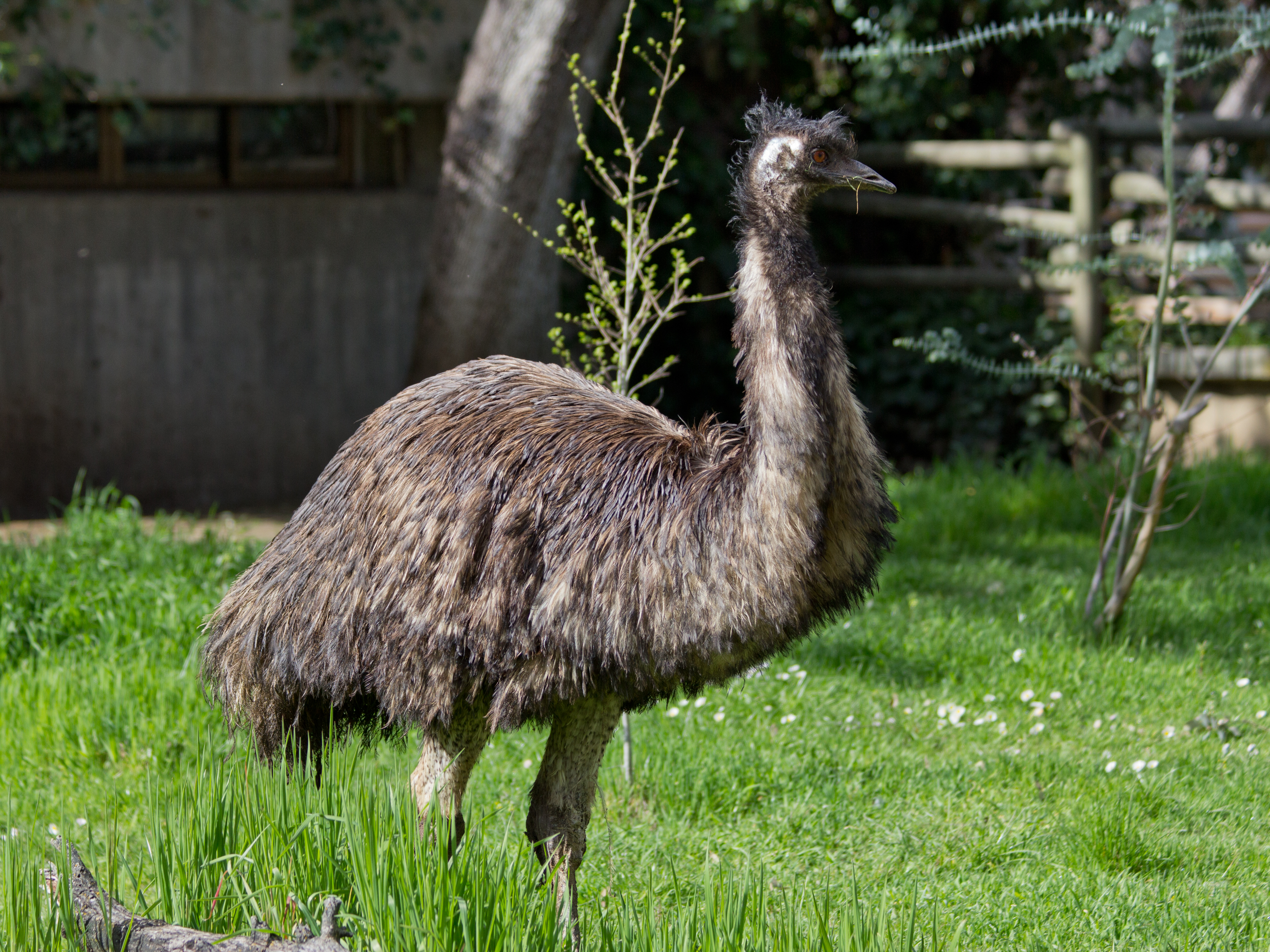
El emú es la segunda mayor especie de ave actual. Aparece en la heráldica australiana junto con el canguro rojo.
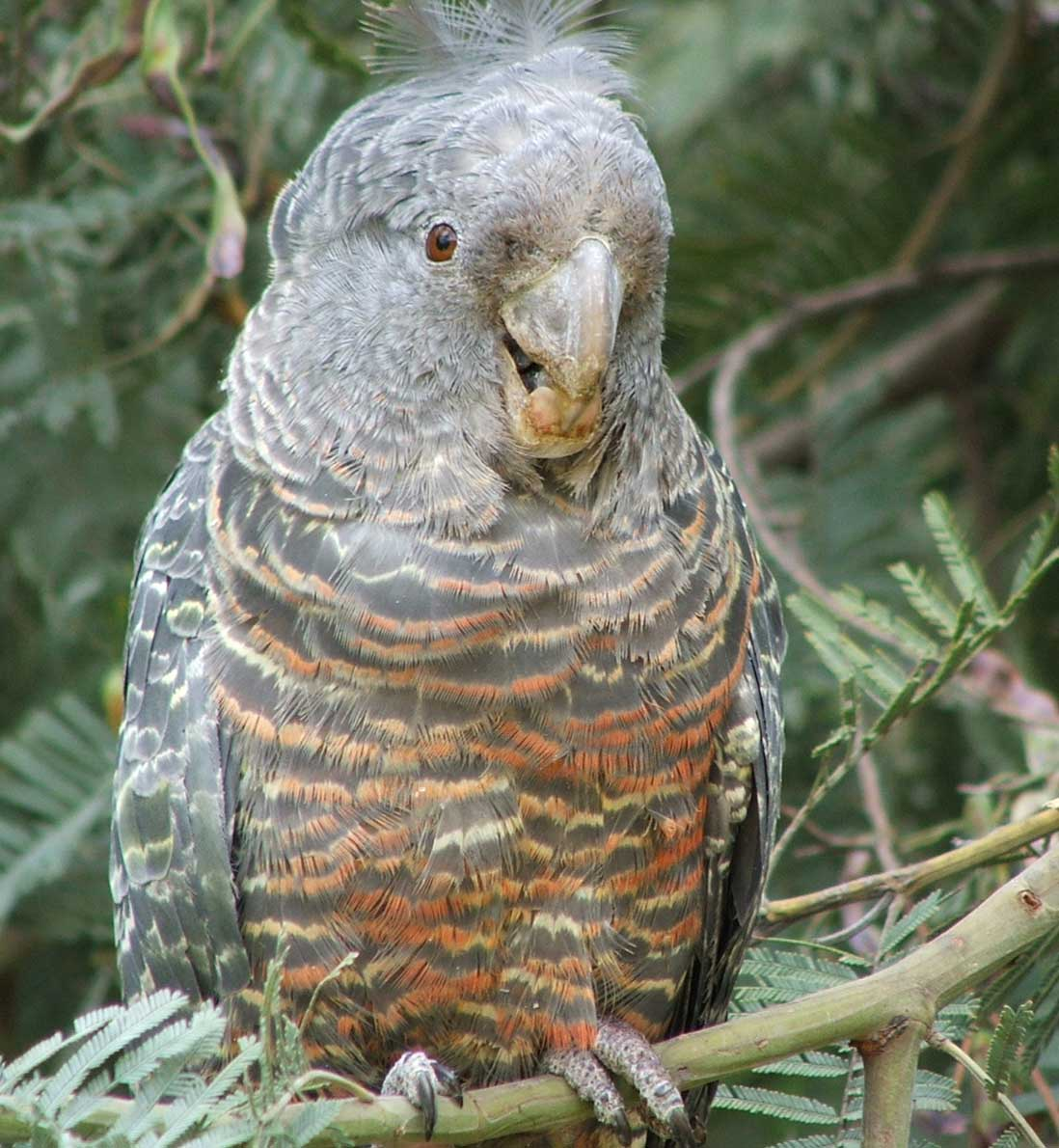
Una hembra de cacatúa Callocephalon fimbriatum.
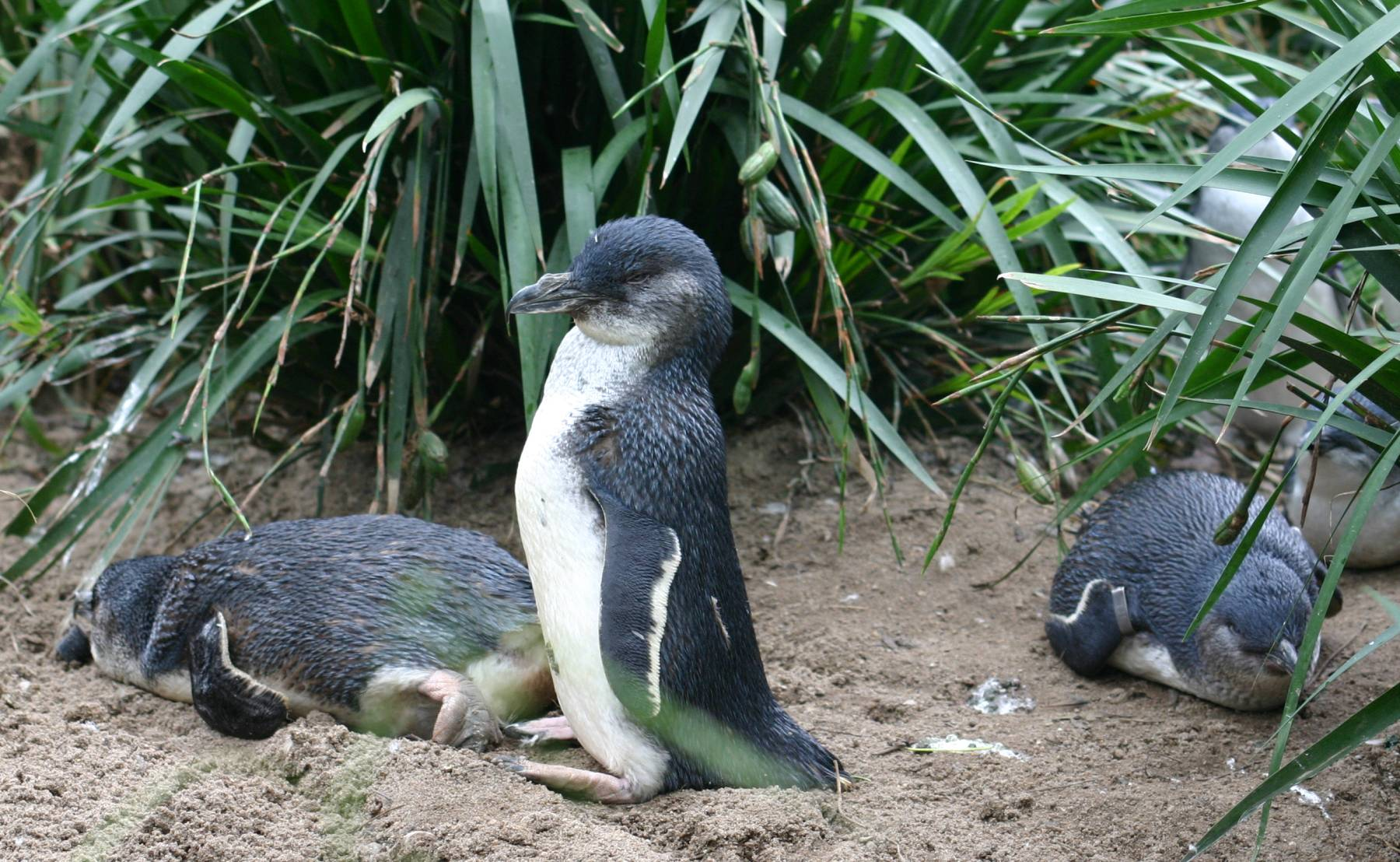
Pingüinos azules Eudyptula minor, en un zoo de Melbourne.
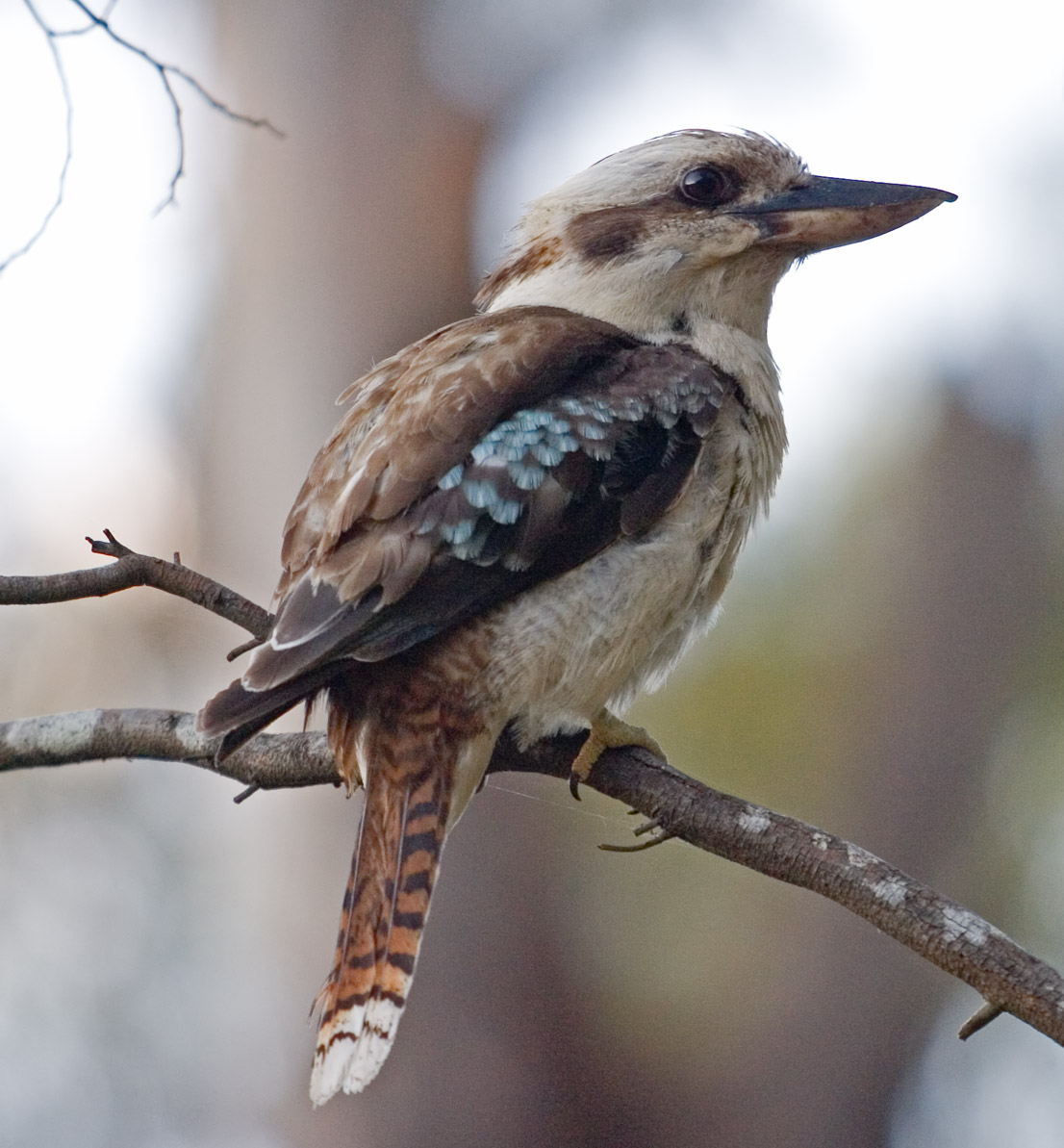
Cucaburra Cucaburra Riente, cuyo trino guarda gran similitud con la risa humana.
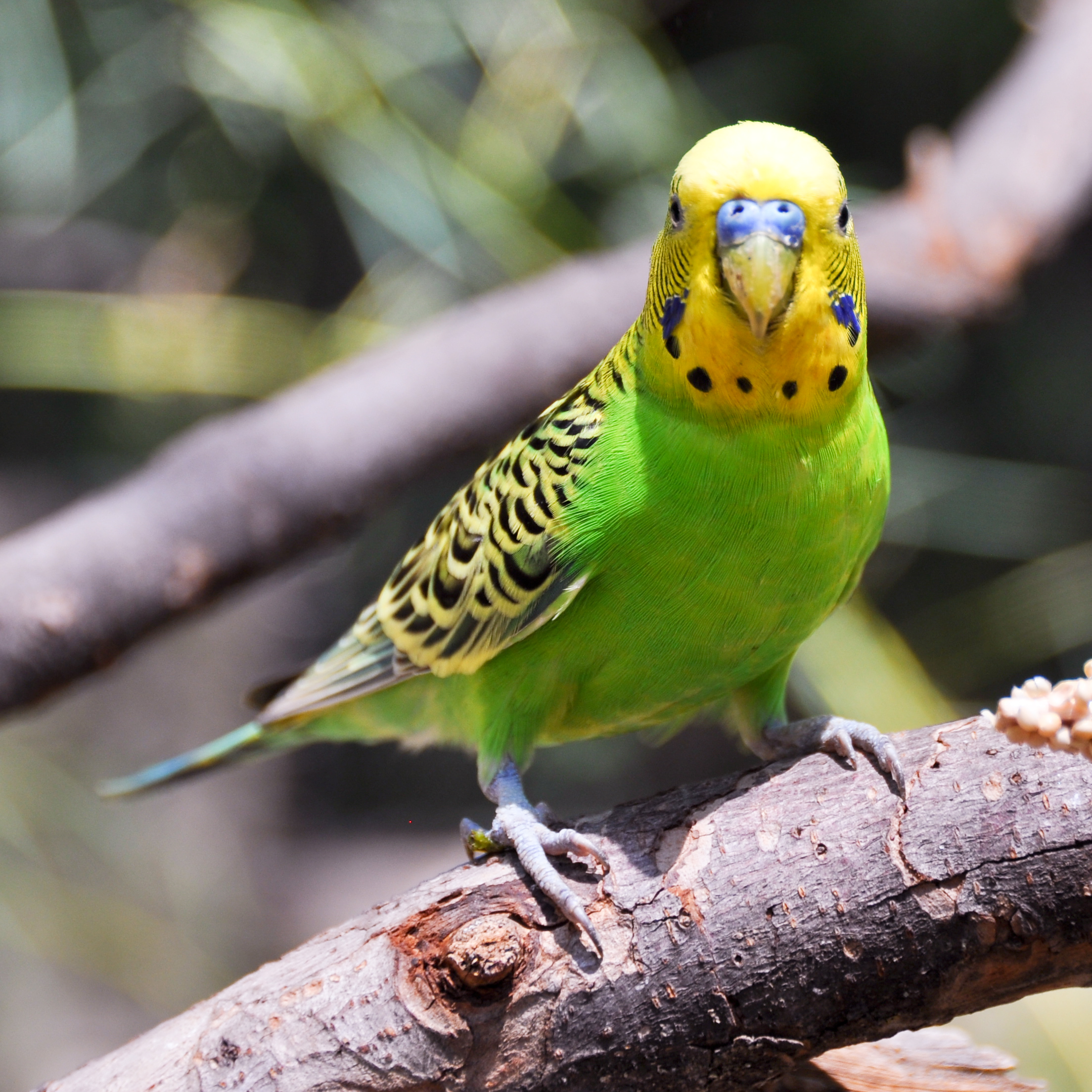
Periquito australiano (Melopsittacus undulatus), una de las aves más famosas de Australia.

## Anfibios y reptiles

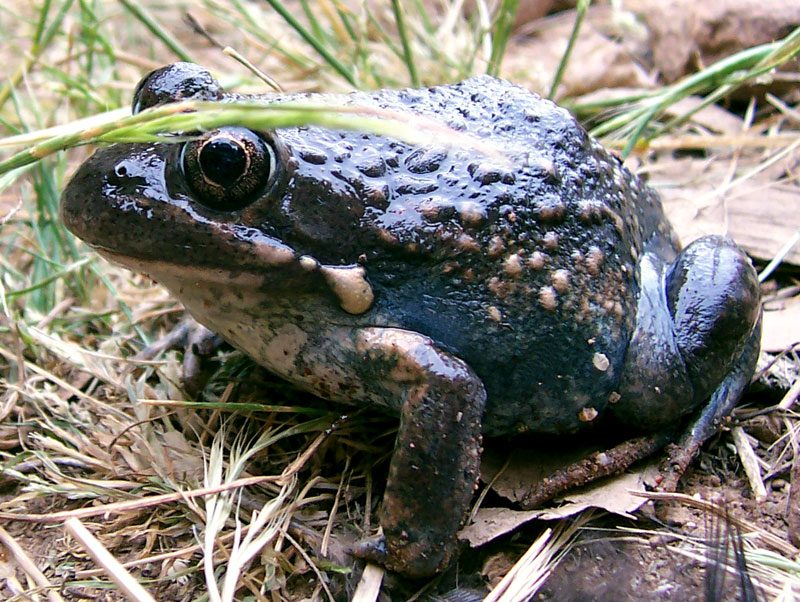
Limnodynastes dumerilli, un anuro frecuente en el este de Australia.

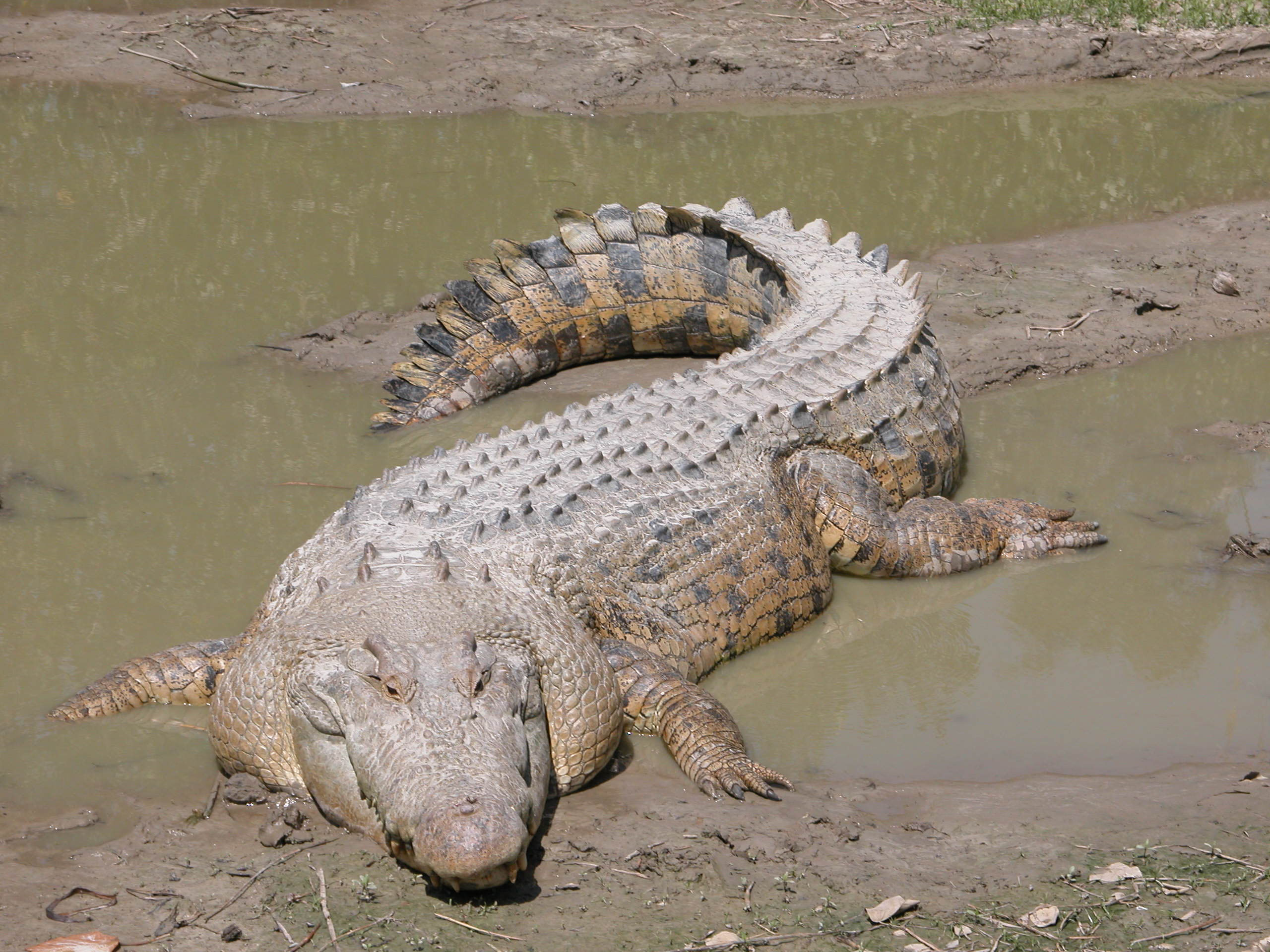
El cocodrilo marino es el cocodrilo de mayor tamaño en el mundo.

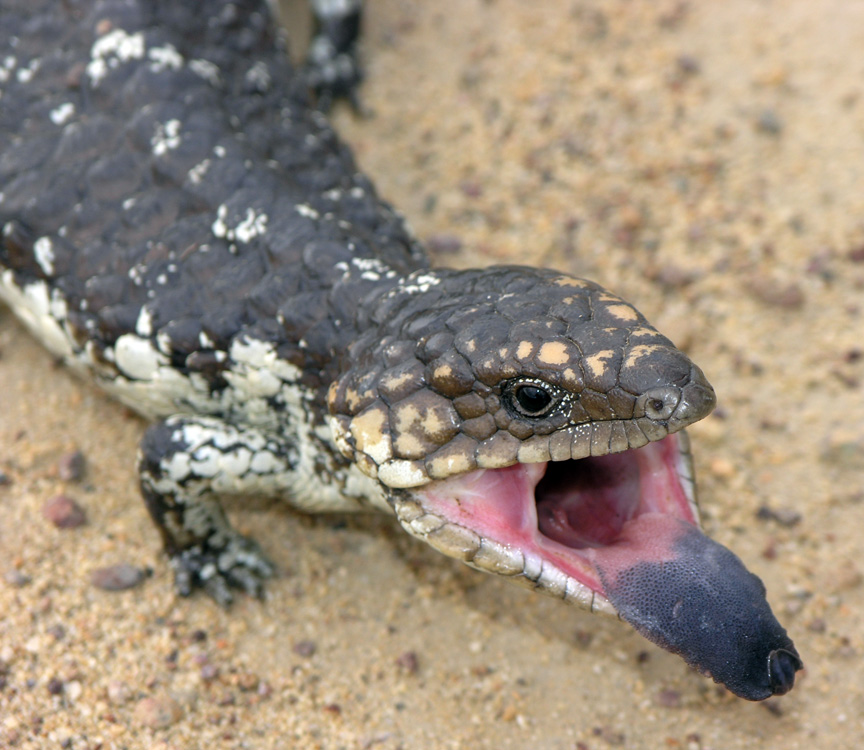
El lagarto de lengua azulada es una de las mayores especies de escíncidos.

Australia posee cuatro familias de ranas nativas y una de sapos, introducida, que merece ser destacada: Bufo marinus o sapo de las cañas. En 1935 el sapo de las cañas fue introducido con intención, fallida, de controlar las plagas de la caña de azúcar. En poco tiempo, se convirtió en una plaga mayor, proliferando en el norte australiano. Para competir con los insectívoros nativos, el sapo de las cañas produce un veneno tóxico para la fauna nativa, así como para los humanos. Los Myobatrachidae, o ranas meridionales, suponen el grupo más diverso de ranas australianas, con 120 especies de 21 géneros distintos. Un representante notable es el género Pseudophryne, especies P. corroboree, y P. pengilleyi, un tipo de ranas coloridas y amenazadas. Las ranas arbóreas, de la familia Hylidae, también son comunes en zonas de elevada pluviosidad en las costas este y norte de Australia; presenta 77 especies, en tres géneros. La distribución de 18 especies de dos géneros de los Microhylidae se restringe a las selvas tropicales; la especie con representantes más diminutos, Cophixalus exiguus, pertenece a esta familia. Hay también algunas especies del grupo de anuros dominante a nivel mundial, la familia Ranidae; la rana de la madera, Rana daemeli, que solo se encuentra en las zonas muy húmedas de Queensland. Como en otros lugares, el decremento del nivel de precipitaciones está provocando el declive de las poblaciones de ranas en los últimos años del siglo XX e inicios del siglo XXI. Este declive también se achaca a la micosis por el quítrido Batrachochytrium dendrobatidis que sufre la clase Amphibia a nivel global.
Australia posee cocodrilos marinos y de agua dulce. Los marinos, como Crocodylus porosus, son las especies de cocodrilo de mayor tamaño actuales; pueden alcanzar hasta 7 m de longitud y 1000 kg de peso, por lo que son capaces de matar a los humanos. Se distribuyen en hábitats costeros y en estuarios, y son criados en granjas para obtener carne y pieles. Los cocodrilos de agua dulce, situados en el norte de Australia, no se consideran peligrosos para los humanos.
La costa australiana es visitada por seis especies de tortugas marinas: la Natator depressus, la tortuga verde o Chelonia mydas, la tortuga carey o Eretmochelys imbricata, la Lepidochelys olivacea, la tortuga cabezona o Caretta caretta y la tortuga laúd o Dermochelys coriacea; todas ellas están bajo algún estatus de protección en aguas australianas. Hay 29 especies de tortuga de agua dulce, procedentes de 8 géneros de la familia Chelidae. La Carettochelys insculpta o tortuga de nariz de cerdo es el único miembro de esta familia aquí representado. Australia y la Antártida son los únicos continentes carentes de especies de tortugas del orden Testudines.
Australia es el único continente donde el número de serpientes venenosas excede al de sus parientes inocuas. Las serpientes aquí presentes comprenden siete familias. De éstas, las más venenosas son: la serpiente escalera u Oxyuranus microlepidotus, la Pseudonaja textiles, el género Oxyuranus en general o taipanes y el género Notechis o serpientes tigre; todas pertenecientes a la familia Elapidae. De las 200 especies de elápidos, 86 solo se encuentran en Australia. Treinta y tres serpientes marinas de la familia Hydrophiidae habitan las aguas septentrionales de Australia; algunas son extremadamente venenosas. Dos especies de serpientes marinas de las Acrochordidae también se encuentran en aguas australianas. Además, posee 11 especies de la familia Colubridae, la más común a nivel mundial, lo que es un pequeño porcentaje de su diversidad; de hecho, se trata de especies no endémicas y su llegada fue reciente. También existen 15 especies de boa, y 31 especies de Typhlopidae insectívoras.
Hay más lagartos en Australia que en cualquier otro lugar del mundo, con representantes de cinco familias. Existen 114 especies de 18 géneros de gecos, distribuidos en todo el continente. Los Pygopodidae, familia endémica de la región australiana, se ven representados por 34 especies de ocho géneros. Los Agamidae, o lagartos dragón, poseen 66 especies en 13 géneros, tales como el moloc o Moloch horridus, el dragón Pogona barbata y el clamidosaurio de King o Clamydosaurus kingii. Hay 28 especies de varanos, saurios de la familia Varanidae, de los cuales destaca Varanus giganteus, cuyos ejemplares alcanzan los 2 m de longitud. Por último, existen 359 especies de Scincidae, procedentes de 38 géneros, que corresponden al 50% de la fauna de lagartos de Australia; este grupo incluye a los lagartos de lengua azulada.

## Peces

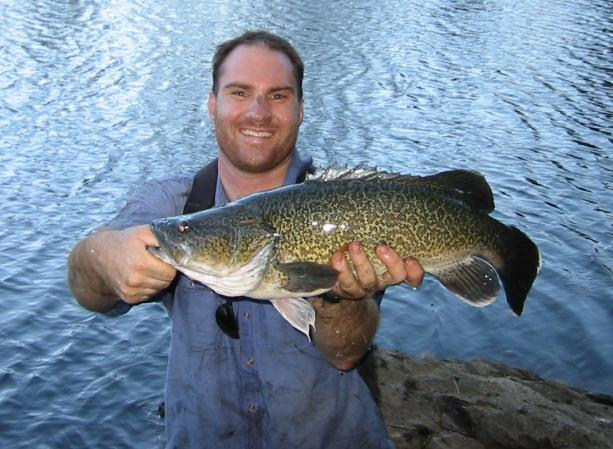
Maccullochella peelii peelii es el mayor pez dulceacuícola australiano.

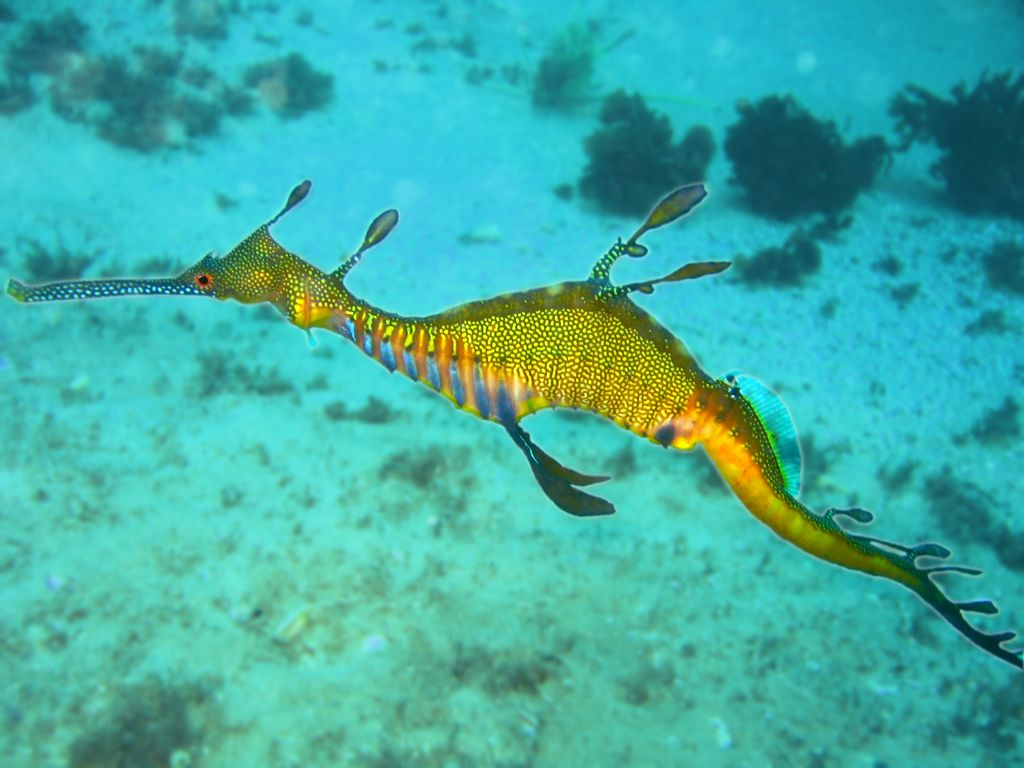
Phyllopteryx taeniolatus, relacionado con los caballitos de mar, es frecuente en el sudeste australiano.

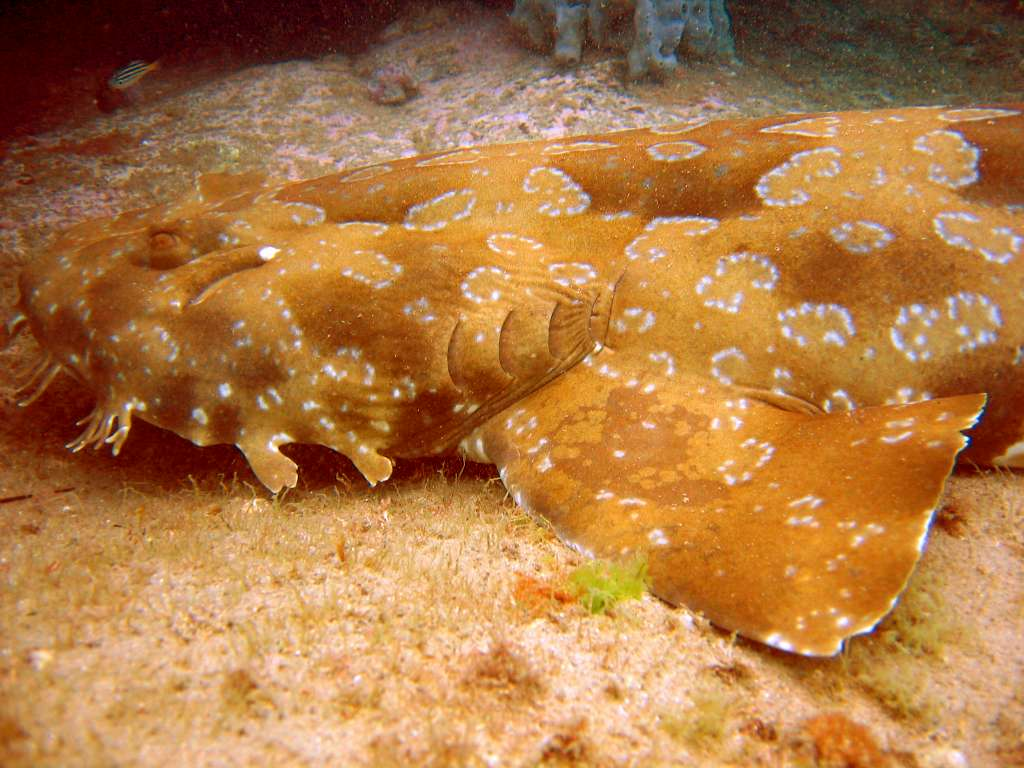
Los tiburones de la familia Orectolobidae son capaces de alcanzar los 3.2 m.

Australia alberga más de 5000 especies de peces; de éstas, el 90% son endémicas. Sin embargo, dada la escasez de ríos en el continente, solo posee 170 especies de peces dulceacuícolas. Dos familias de peces de agua dulce son filogenéticamente antiguas: los Osteoglossidae y los Ceratodontidae, unos peces pulmonados que evolucionaron antes de que Gondwana se disgregara. Una de las especies de dulceacuícolas de menor tamaño del oeste australiano, el pez salamandra o Lepidogalaxias salamandroides, puede sobrevivir a la desecación estival enterrado en el fango. Otras familias que pudieron tener un origen en Gondwana incluyen a los Retropinnidae, Galaxiidae, Aplochitonidae y Percichthyidae. Descontando estas especies de gran antigüedad, el 70% de la ictiofauna dulceacuícola australiana es similar a la indopacífica. No obstante, la evidencia fósil indica que muchas de sus especies son pese a todo muy antiguas. Estas corresponden a lampreas, peces gato, sardinas, peces arcoíris y unas 50 especies de Eleotridae. Las especies dulceacuícolas nativas incluyen al Lates calcarifer, Maccullochella peelii peeliiy a la perca dorada o Macquaria ambigua. Dos especies de tiburones de agua dulce amenazados también se encuentran en la zona septentrional.
Son frecuentes cinco especies de peces exóticos de agua dulce, como las truchas marrón o Salmo trutta, de Brook o Salvelinus fontinalis y arcoíris o Oncorhynchus mykiss; el salmón atlántico o Salmo salar y el salmón del Pacífico Oncorhynchus tshawytscha; la perca europea; la carpa común y la Gambusia, todas ellas introducidas por el hombre. Esta última, la Gambusia, es particularmente agresiva, pues ataca las aletas de otros peces, hecho que se ha relacionado con la extinción local de algunas especies nativas en determinadas zonas. La introducción de truchas alóctonas ha tenido un impacto muy negativo en las especies de cabeceras y desembocaduras fluviales, como es el caso de Maccullochella macquariensis, Macquaria australasica y el género Galaxias, así como sobre algunos anuros. El impacto de las carpas es sobre la vegetación del cursos de agua, por lo que provoca que el número de especies de pequeño tamaño disminuya y que la turbidez aumente.
La mayoría de especies de peces australianos son marinos. Los grupos de mayor interés incluyen a las morenas, Holocentridae, Syngnathinae y al género Hippocampus, cuyos machos incuban los huevos en una bolsa especializada. Hay 80 especies de meros, entre los cuales cabe destacar pez óseo más grande del mundo, el mero gigante o Epinephelus lanceolatus, que puede alcanzar los 2.7 m de longitud y los 400 kg de peso. Los Carangidae, un grupo de 50 especies, y los Lutjanidae son explotados comercialmente. La Gran Barrera de Coral alberga una diversidad enorme de peces de arrecife de pequeño y mediano tamaño, como, por ejemplo, peces payaso o Pomacentridae, peces mariposa o Chaetodontidae, gobios, peces globo o Tetraodontidae, Apogonidae, Labridae, Balistidae y Acanthuridae. Existen también peces venenosos, desde los okoze o Synanceia verrucosa y peces globo al Pterois volitans, todos ellos mortales para el hombre. También existen once especies venenosas de rayas. La barracuda es una de las mayores especies que viven en el arrecife. Pese a toda esta riqueza, están desaconsejadas las capturas en este hábitat debido al envenenamiento por ciguatera.
Los tiburones habitan en las aguas costeras y de estuarios. Hay 166 especies pertenecientes a distintos taxones: 30 de Carcharhinidae, 32 de Scyliorhinidae, 6 de Orectolobidae y 40 de Squalidae. Hay 3 especies de la familia Heterodontidae: un ejemplo es el género Heterodontus. En 2004, hubo 12 ataques por tiburones en Australia, de los cuales dos tuvieron un desenlace fatal. Solo tres especies de tiburones contactan significativamente con humanos: Carcharhinus leucas, Galeocerdo cuvier y Carcharodon carcharias o gran tiburón blanco. Algunas playas australianas están protegidas por redes contra tiburones, método que ha reducido la población de las especies inicuas para el hombre pero también la de inocuas. La pesca desmedida de tiburones ha disminuido considerablemente el número de tiburones, y algunas especies están ahora amenazadas. Una especie encontrada recientemente, Megachasma pelagios fue descrito en 1998 en una playa del oeste australiano; poco se conoce de este tiburón, pero este descubrimiento puede indicar la presencia habitual de dicha especie en aguas australianas.

## Invertebrados
De las 200.000 especies animales que se estiman presentes en Australia, cerca del 96% son invertebrados. Si bien los datos no son totalmente precisos, pues los catálogos no son exhaustivos, se considera que el 90% de los insectos y moluscos son endémicos. Los invertebrados ocupan buena parte de los nichos ecológicos que sustentan el ecosistema, ya como descomponedores, polinizadores o como sustrato del eslabón trófico superior. El grupo más diverso es el de los insectos, que suponen el 75% de la fauna australiana conocida. Los órdenes de insectos más ricos son los coleópteros, como los escarabajos, con 28.200 especies; los lepidópteros, como las mariposas, con 20.816 especies; los himenópteros, como las hormigas o las avispas, con 12.781 especies; los dípteros, como las moscas y mosquitos, con 7.786 especies; los hemípteros, como los áfidos, con 5.650 especies; y los ortópteros, como los grillos y saltamontes, con 2.827 representantes
. Las especies introducidas también poseen cierta importancia, como ciertas avispas, hormigas del tipo Solenopsis invicta o Anoplolepis gracilipes o la propia abeja melífera, que compite con las abejas autóctonas.

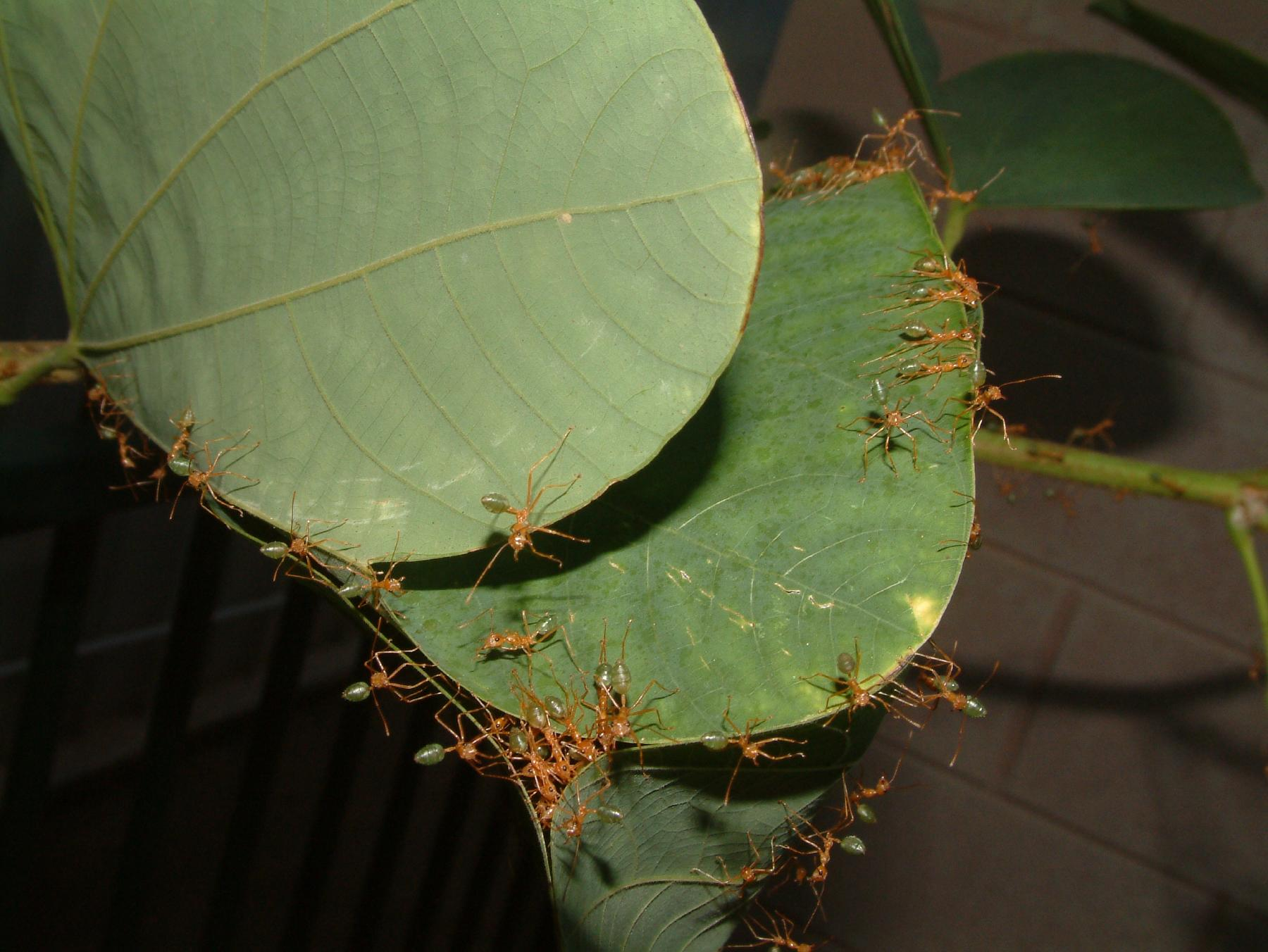
Hay 1.275 especies de hormigas descritas en Australia. Estas Oecophylla smaragdina se distribuyen en la zona tropical y construyen nidos en las hojas.

Australia posee una amplia variedad de arácnidos, de entre los que destacan 135 especies de arañas. Existen algunas muy venenosas, como las arañas de embudo Hexathelidae o la viuda negra Latrodectus hasselti, cuyas picaduras son mortales de necesidad. Hay cientos de especies de ácaros. Australia también posee ocho especies de pseudoescorpión y nueve de escorpión.
La clase Oligochaeta agrupa a muchas familias de gusanos acuáticos, pero solo a dos terrestres: los Enchytraeidae y los Megascolecidae. Esta última incluye a la mayor lombriz de tierra existente, Megascolides australis, típico de Gippsland, Victoria, que posee una media de 80 cm de longitud, pero algunos ejemplares alcanzan los 3,7 m.

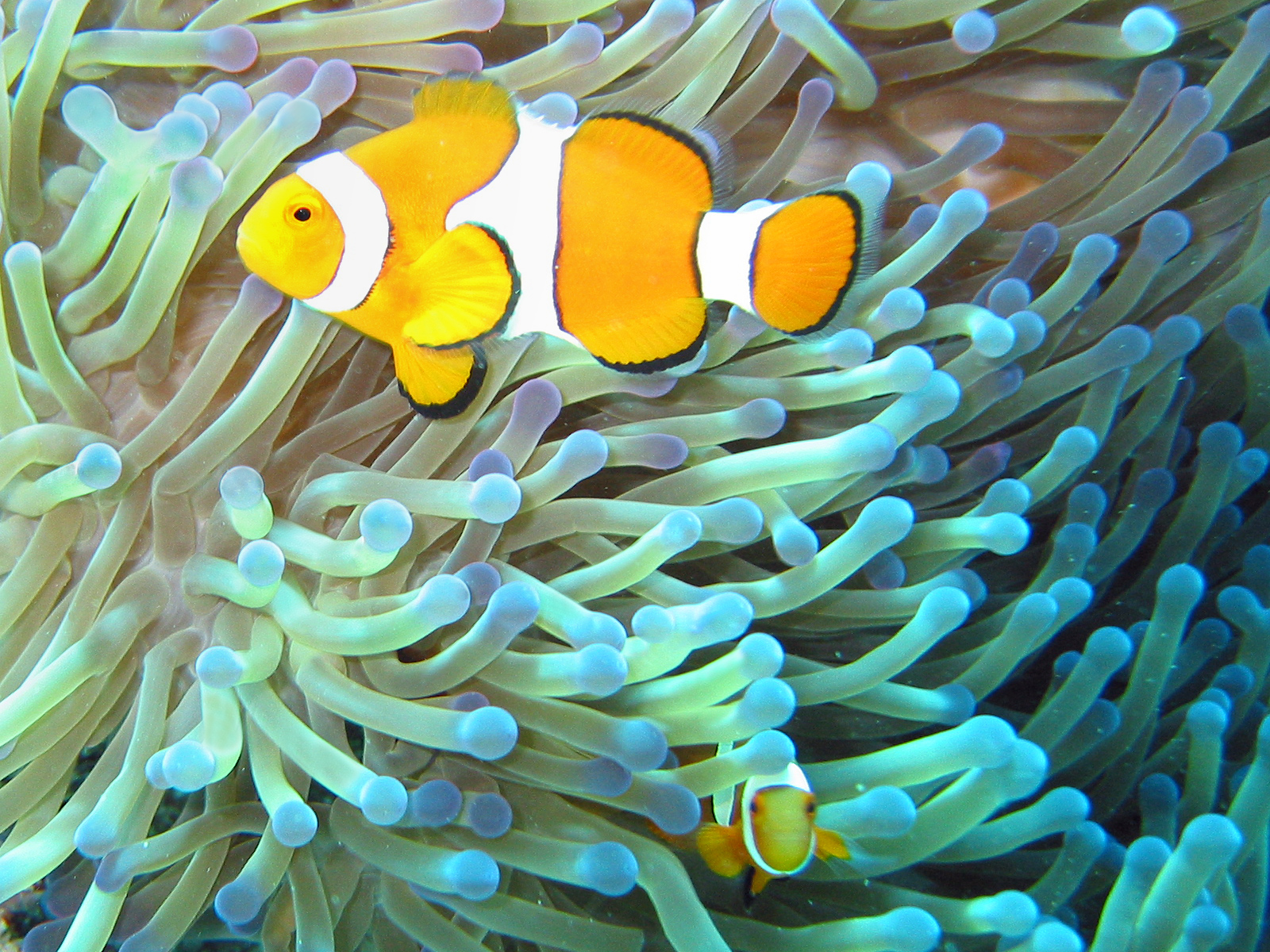
Un pez payaso sobre la anémona Heteractis magnifica, en la Gran Barrera de Coral.

La familia Parastacidae, un grupo de crustáceos, incluye 124 especies dulceacuícolas. Alberga a la especie de cangrejo de río de menor tamaño, Tenuibranchiurus glypticus, cuya longitud máxima es de 30 mm; y a la de mayor, Astacopsis gouldi, que mide unos 76 cm de longitud y alcanza unos 4.5 kg de peso. El género Cherax incluye al Cherax destructor, además de las especies comerciales C. tenuismanus y C. quadricarinatus. Las especies del género Engaeus, los cangrejos de río terrestres, pasan buena parte de su existencia en madrigueras en tierra. Australia posee siete especies de Austrothelphusa, cuyo sistema de madrigueras les permite sobrevivir a varios años de sequía. El primitivo cangrejo de montaña de Tasmania, muestra características de ejemplares conservados en el registro fósil datados de hace 200 millones de años.

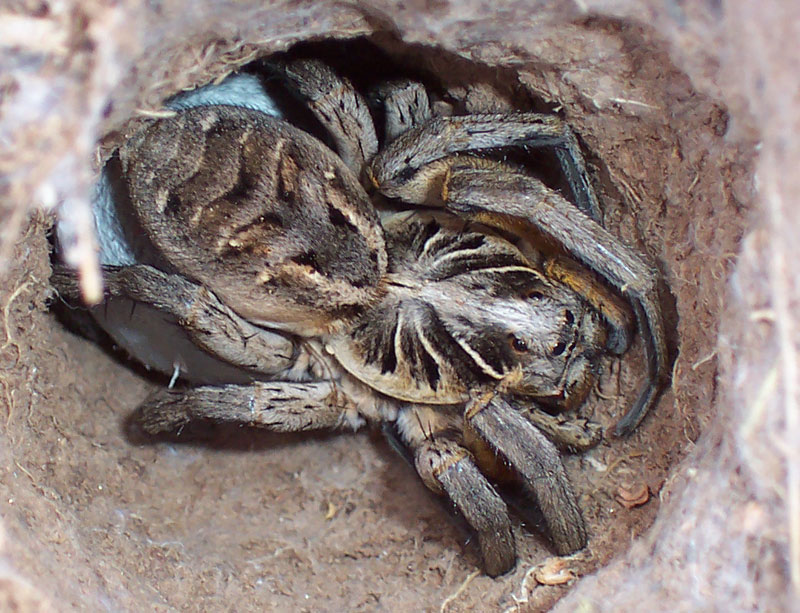
La tarántula Lycosa godeffroyi es común en Australia.

Una gran variedad de invertebrados marinos se encuentran en aguas australianas, con la Gran Barrera de Coral como estandarte en biodiversidad. Se encuentran poríferos, como las esponjas marinas; cnidarios como las medusas y pólipos; ctenóforos, similares a medusas; equinodermos como las holoturias y erizos y estrellas de mar; y moluscos como los caracoles y babosas de mar, quitones, sepias, pulpos y calamares. Las especies venenosas incluyen al Chironex fleckeri, un cubozoo, al género de pulpos Hapalochlaena y los conos, pertenecientes a la familia de gasterópodos Conidae, cuyo contacto produce un fallo respiratorio y la consiguiente muerte en humanos. Acanthaster planci, una estrella de mar, forma habitualmente poblaciones de baja densidad en la barrera coralina; sin embargo, por causas no bien conocidas, puede reproducirse a gran velocidad y afectar a la comunidad coralina que la engloba. Esta proliferación supone un grave problema en la dinámica del arrecife.
Hay muchos crustáceos únicos en aguas australianas. La clase más conocida, la Malacostraca, alberga algunos órdenes y otras categorías taxonómicas representados en Australia, como los decápodos, los braquiuros, anomuros, cangrejos paguroideos, cigalas, gambas y los camarones. Los Peracarida, que incluye a anfípodos e isópodos, son más diversos en las aguas frías del sudeste australiano. Otros grupos zoológicos menos conocidos son los Remipedia, Cephalocarida, Branchiopoda, Maxillopoda (que incluyen a las barnaclas, copépodos y branquiuros), y los Ostrácodos. Las especies más llamativas incluyen al Pseudocarcinus gigas, el segundo decápodo de mayor tamaño conocido, de cerca de 13 kg de peso, y a algunos Nephropidae carentes de pinzas, a modo de cigalas.

## Impacto humano y conservación

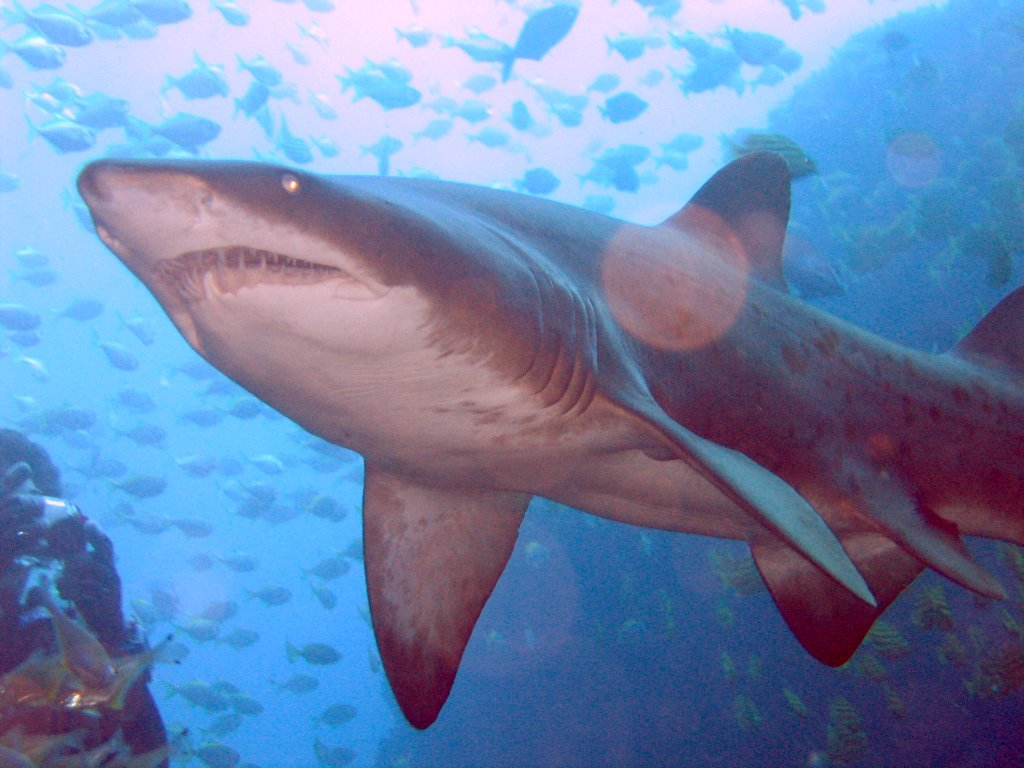
El tiburón toro o Carcharias taurus está muy amenazado en la costa este australiana.

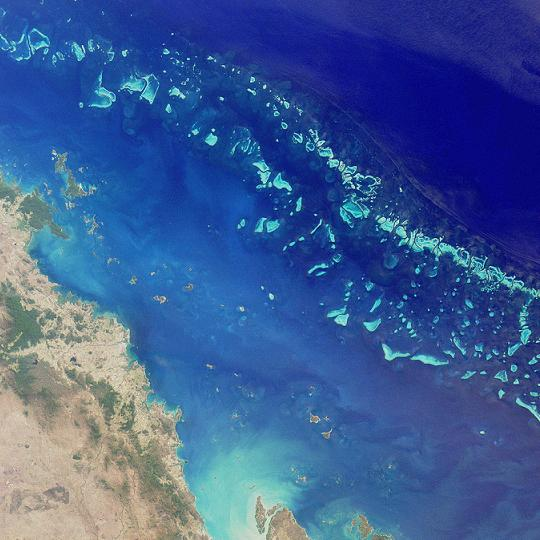
La Gran Barrera de Coral, un entorno protegido australiano

La fauna australiana interaccionó integralmente con el modo de vida de los aborígenes australianos durante al menos 40.000 años, puesto que éstos obtuvieron carne y pieles de los animales, así como otros productos. Los vertebrados más utilizados fueron los macrópodos, possums, focas y pardelas de pico fino. Los invertebrados empleados en la alimentación incluían a insectos, como la polilla Agrotis infusa y diversos tipos de larvas, y a muchos tipos de moluscos. El uso de quemas forestales para obtener suelo agrícola y facilitar la caza también modificó la flora y fauna, como fue el caso de grandes herbívoros de dieta especializada, como las aves del género Genyornis. Los impactos derivados de la caza y modificación del paisaje por parte de los aborígenes son discutidos: hay quienes los vinculan con la extinción de la megafauna australiana.
El impacto de los aborígenes sobre las poblaciones de especies nativas se considera menor que el debido a los colonizadores europeos, cuyo impacto en el paisaje ha sido a gran escala. Tras este hecho, la explotación de la fauna nativa, la destrucción de hábitats y la introducción de predadores exóticos y herbívoros competitivos ha conducido a la extinción de 27 especies de mamíferos, 23 de aves y 4 de anuros. Buena parte de la fauna está protegida por legislación; una notable excepción son los canguros, cuya proliferación descontrolada conduce a la intervención periódica por parte de las autoridades en tareas de control demográfico. El Acta de Protección del Medio Ambiente y de la Conservación de la Biodiversidad, de 1999, fue creada para obligar a Australia como signatario del Convenio de Diversidad Biológica de 1992. Esta acta protege toda la fauna nativa y reglamenta la investigación biológica conducente a la obtención de información sobre las especies amenazadas. En cada estado y territorio, existe un catálogo de especies amenazadas. Hoy día, 380 especies animales están clasificadas como en peligro o bajo amenaza según la citada acta, y otras especies están protegidas por la legislación estatal y territorial. En general, el catálogo completo de las especies del continente está en proceso, un hecho importante en la conservación de la diversidad australiana. En 1973, el gobierno federal estableció el Estudio de Recursos Biológicos, que coordina la investigación en taxonomía, identificación, clasificación y distribución de flora y fauna. Este estudio mantiene bases de datos abiertas a disposición de todos los ciudadanos.
Australia es miembro de la Comisión Ballenera Internacional, que mantiene una fuerte oposición a la pesca de ballenas; todas las especies de cetáceos están protegidas en sus aguas. Además, Australia firmó el convenio CITES de tráfico de especies amenazadas de fauna y flora. Las áreas protegidas de Australia han sido creadas para cada estado y terririo con el fin de proteger y preservar los ecosistemas únicos del país. Estas áreas protegidas incluyen parques nacionales y otras reservas, así como 64 humedales registrados en el Convenio de Ramsar y 16 Patrimonios de la Humanidad. En 2002, el 10,8% (774,619.51 km²) del área terrestre de Australia estaba bajo algún régimen de protección. Las zonas marinas protegidas cubrían en 2002 cerca del 7% (646,000 km²) de las aguas juridisccionales australianas. La Gran Barrera de Coral está gestionada por la Autoridad del Parque de la Gran Barrera de Coral, bajo leyes federales y estatales. Algunos de sus recursos pesqueros están ya sobreexplotados y ya se emplean cotas máximas de pesca para muchas especies marinas.
En 2001 se efectuó una auditoría del estado medioambiental de Australia por parte de investigadores independientes del gobierno federal, concluyendo que éste ha empeorado desde el último control de 1996. Este estudio permitió diagnosticar los problemas más acuciantes de la gestión ambiental: especialmente graves son los procesos de salinización del suelo, cambio de las condiciones hidrológicas, roturación excesiva, fragmentación de ecosistemas, deficiente manejo del entorno costero e invasión por especies alóctonas.

### Citas
1. 1 2 3  Williams, J. et al. 2001. Biodiversity, Australia State of the Environment Report 2001 (Theme Report), CSIRO Publishing on behalf of the pitó Environment and Heritage, Canberra. ISBN 0-643-06749-3 .pdf
2. ↑  Archer, M. et al., 1985. First Mesozoic mammal from Australia-an early Cretaceous monotreme. Nature 318:363–366
3. ↑  
Godthelp, H. et al. 1992. Earliest known Australian Tertiary mammal fauna. Nature, 356:514-516
4. ↑  Townsend, C.R. et al. 2002. The Ecology of Evolution Archivado el 29 de noviembre de 2007 en Wayback Machine., in Essentials of Ecology 2nd edition. Blackwell Publishers ISBN 1-4051-0328-0
5. ↑  
Savolainen, P. et al. 2004. A detailed picture of the origin of the Australian dingo, obtained from the study of mitochondrial DNA. Proceedings of the National Academy of Sciences of the United States of America. 101:12387-12390 PMID 15299143
6. ↑  
Australian Museum. 2001. Fossil history of birds: fossil history overview
7. ↑  CSIRO. 2004. Standard Names of Australian Fish Archivado el 3 de mayo de 2016 en Wayback Machine.
8. ↑  Williams, W.D. and Allen, G.R. 1987. Origins and adaptations of the fauna of inland waters. In D.W. Walton Ed. Fauna of Australia, Volume 1A. Australian Government Publishing Service, Canberra.
9. ↑  Wager, R. and Jackson, P. 1993. The Action Plan for Australian Freshwater Fishes, Queensland Department of Primary Industries Fisheries Division ISBN 0-642-16818-0
10. ↑  
International Shark Attack File. 2005. SAF Statistics for the Worldwide Locations with the Highest Shark Attack Activity Since 1990, Florida Museum of Natural History
11. ↑  CSIRO. Insects and their allies Archivado el 15 de junio de 2005 en Wayback Machine.
12. ↑  Shattuck, S. and Barnett, N. 2001. Australian Ants Online, CSIRO Entomology
13. ↑  Miller, G. H. 2005. Ecosystem Collapse in Pleistocene Australia and a Human Role in Megafaunal Extinction. Science, 309:287-290 PMID 16002615
14. 1 2  Thomson, J.M. et al. 1987. Human Exploitation of and Introductions to the Australian Fauna. In D.W. Walton Ed. Fauna of Australia, Volume 1A. Australian Government Publishing Service, Canberra.
15. ↑  Department of the Environment and Heritage. EPBC Act List of Threatened Fauna Archivado el 27 de abril de 2006 en Wayback Machine.
16. ↑  Department of the Environment and Heritage. 2002. Summary of Terrestrial Protected Areas in Australia by Type
17. ↑  Department of the Environment and Heritage. 2002. About the National Representative System of Marine Protected Areas (NRSMPA)
18. ↑  Newton, G and Boshier, J, eds. 2001. Coasts and Oceans Theme Report, Australia State of the Environment Report 2001 (Theme Report), CSIRO Publishing on behalf of the Department of the Environment and Heritage, Canberra. ISBN 0-643-06749-3 .pdf
19. ↑  Australian State of the Environment Committee. 2001. Australia State of the Environment 2001, Independent Report to the Commonwealth Minister for the Environment and Heritage. CSIRO Publishing on behalf of the Department of the Environment and Heritage ISBN 0-643-06745-0 .pdf